# イェスル
イェスル・ハトゥン（モンゴル語: Yesür qatun、生没年不詳）は、コンギラト部出身の女性で、モンゴル帝国第4代皇帝モンケの第2皇后（ハトゥン）。もとは姉のクタイがモンケの第2皇后であったが、早くに亡くなったため後を継いだ。
『元史』などの漢文史料では也速児（yĕsùér）皇后と記されるが、他史料には言及がない。

## 概要
『元史』巻114列伝1后妃伝によると、姉のクタイとともにコンギラト部族長でモンゴル帝国の創始者チンギス・カンに仕えたデイ・セチェンの孫のモンゲチンの娘として生まれたという。なお、『元史』巻118列伝5特薛禅伝では「モンケの妻のクタイとイェスルは[デイ・セチェンの息子の]アルチ・ノヤンの従孫であるモンゲチンの娘である」と記されるが、これではあまりに世代が開きすぎるため、『元史』巻114列伝1后妃伝の記述が正しいと考えられている。
同じく『元史』巻114列伝1后妃伝によると、姉のクタイが早くに亡くなったため、後を継いでモンケの妃になったという。1254年にカラコルムを訪れたウィリアム・ルブルックは自らの滞在中に「コタ（＝クタイ）」というモンケの「第2皇后」が病で亡くなったと記録しており、イェスルがクタイの後を継いだのは1254年のことであると考えられる。
コンギラト部デイ・セチェン家はチンギス・カンの正妃ボルテを輩出したこともあり、チンギス・カン一族の姻族として繁栄していた。ところがモンケ・カアンの治世において、デイ・セチェン家は冷遇され衰退し、これに代わってオイラト部クドカ・ベキ家が姻族として繁栄した。このような変化が生じたのは、モンケ即位時にクーデターを企てたオゴデイ家のシレムンとデイ・セチェンは密接な姻戚関係を結んでおり、その影響を受けてデイ・セチェン家の地位が低下したためと考えられている。
また、『集史』ではモンケが1259年に亡くなった時にクタイ・ハトゥンもモンゴリアに運ばれてきたモンケの柩を自らのオルドで弔ったと記されているが、これは実際には妹のイェスルのことを指すと考えられている。

## モンケ・カアンの皇后（ハトゥン）
| 地位       | 名前             | 『集史』                          | 『元史』                    | ルブルックの『旅行記』 | 出身部族     | 備考                         |
| ---------- | ---------------- | --------------------------------- | --------------------------- | ---------------------- | ------------ | ---------------------------- |
| 第1皇后    | クトクタイ       | قوتوقتای خاتون（qūtūqtāī Khātūn） | 明里忽都魯（mínglǐhūdōulŭ） | Cotota Caten           | イキレス部   | バルトゥ、ウルン・タシュの母 |
| 第2皇后(1) | クタイ           | قوتای خاتون（qūtāī Khātūn）       | 忽台皇后（hūtái）           | Cota                   | コンギラト部 | ルブルックの滞在中に死亡     |
| 第2皇后(2) | イェスル         |                                   | 也速児皇后（yĕsùér）        |                        | コンギラト部 | クタイの妹で、姉の地位を継ぐ |
| 第3皇后(1) | オグルトトミシュ | اوغول توتمیش （ūghūl tūtmīsh）    |                             | 「キリスト教徒の夫人」 | オイラト部   | 元はトルイの婚約者           |
| 第3皇后(2) | チャブイ         | جابون خاتون（jābūn Khātūn）       | 出卑皇后（chūbēi）          | 「若い夫人」           | オイラト部   | モンケの南宋親征に扈従した   |
| 第4皇后    | キサ             | كیسا خاتون（kīsā Khātūn）         | 火里差皇后（huǒlǐchà）      | 「冷遇されていた夫人」 | コルラス部   | オゴデイから与えられた       |
| 側室       | バヤウジン       | بایاوجین（bāyāūjīn）              |                             |                        | バヤウト部   | シリギの母                   |
| 側室       | クイタニ         | كیتنی（kuītanī）                  |                             |                        | エルジギン部 | アスタイの母                 |